# 刘路明
刘路明（1922年6月—2015年4月28日），河北安新县人，中国人民解放军开国大校，吉林省军区政委、旅大警备区副政委。

## 生平
1938年2月参军入伍。1938年9月加入中国共产党。
1955年9月被授予上校军衔，获三级独立自由勋章、三级解放勋章。1960年晋升大校军衔。
1988年6月副兵团职离职休养。